# KDesktop
KDesktop es el componente de K Desktop Environment que provee una ventana de fondo virtual sobre la que dibujar los íconos, gráficos y ventanas. Es reemplazado por Plasma a partir de KDE 4.